# Vineam Sorec
La Vineam Sorec è una bolla di Nicolò III (4 agosto 1278), con cui il Pontefice ordina che dove vivono i Giudei, si predichi secondo la discrezione del vescovo per istruire la popolazione ebraica locale nelle verità di fede cristiane. Lo strumento della predica coatta era stato introdotto in Spagna fin dal 1242 dai domenicani aragonesi e approvato dal potere sovrano.

## Seguiti
Questa disposizione fu ribadita dal Concilio di Basilea, nella XIX sessione del 7 settembre 1434 (Decretum de Judaeis et neophytis) e soprattutto da papa Gregorio XIII con la bolla Sancta Mater Ecclesia che prevedeva la predicazione settimanale ovunque fosse presente una sinagoga, alla quale doveva assistere, a turno, almeno un terzo della popolazione ebraica locale.